# 龙门县
龙门县，是广东省惠州市下辖的一個县，位于广东省中部，增江上游，地处珠江三角洲的边缘，东南与河源市东源县、惠州市博罗县接壤，西南与广州市增城区、从化区毗邻，北与韶关市新丰县相连。縣政府駐龙城街道東門路2號。
龙门县是中国第一批“农村初级电气化县”之一。2015年国内生产总值158.64亿元。
2017年11月，获评全国文明城市。 2018年9月26日，龙门县荣获2018年“中国天然氧吧”创建地区称号。2018年12月，荣获第二批国家生态文明建设示范市县称号。

## 行政区划
龙门县下辖2个街道办事处、7个镇、1个民族乡：
龙城街道、平陵街道、麻榨镇、永汉镇、龙田镇、龙潭镇、地派镇、龙华镇、龙江镇、蓝田瑶族乡、密溪林场和南昆山生态旅游区管理委员会。

## 历史
- 秦始皇二十四年（公元前223年）置番禺县，龙门属番禺县地。
- 后汉建安六年（201年）由番禺县析置增城县，龙门属增城县。
- 明弘治九年（1496年）割增城县东北部的西林、平康、金牛三都及博罗县西北部的一小部分地方，设龙门县，县治置西林都七星岗。县境原是增城县的上龙门地区，故以龙门命县名。
- 自建县至清末，龙门县均属广州府。
- 民国元年（1912年），隶属广东都督府；民国三年（1914年），隶属粤海道；民国十年后隶广东省；民国二十五年隶属第四行政督察区；民国三十六年隶属第五（专署）行政督察区。
- 1949年8月27日，龙门县解放，属东江专区。
- 1951年6月，原属河源县回龙镇管辖的平陵圩及附属村落划归龙门县管辖
- 1952年11月，龙门县隶属粤中行政区。
- 1956年12月，龙门县属惠阳专区。
- 1958年11月，龙门县与增城县合并，称增城县，隶属广州地区。
- 1959年3月，龙门县隶佛山专区。
- 1961年10月25日，恢复龙门县建置，仍隶属佛山专区。
- 1963年6月，龙门县又属惠阳专区管辖。
- 1975年1月，龙门县隶属广州市。
- 1988年4月，龙门县划入惠州市管辖。

## 人口

### 人口統計
龍門縣常住人口31.88萬人，城鎮化率為47.42%。戶籍總人口35.9萬人，其中男性18.4萬人，女性17.5萬人；農村人口21萬人，城鎮14.9人口萬人。0-17歲人口9.2萬人，占總人口的25.6%；18-59歲人口21萬人，占總人口的58.6%；60歲及以上人口5.7萬人，占總人口的15.8%（2019年數據）。
根據第七次全国人口普查數據，截至2020年11月1日零時，龍門縣常住人口319183人。

### 民族
龍門縣的居民以漢族之廣府人 （占全縣76%）為主；另外還有客家人(占全縣23%，主要分佈在平陵及龍江兩鎮，兩鎮1951年之前分別屬河源，博羅管轄)与瑤族等（占全縣1%，主要分佈在藍田瑤族鄉）少數民族。

## 经济
龙门县的农业占全县经济比重较高，全县共有30万亩耕地，30万亩适合种作物的山地，比较有特色的是籼米、竹笋、龙眼、荔枝、芒果、年桔、蜂蜜等，还有三黄胡须鸡、米饼、蜂蜜醋等特产出产。
龙门的矿产资源丰富，以石灰石．瓷土．铅锌矿储量为最大。工业以外向型工业为主，比较有特色的是建材、冶金、造纸、印刷、小水电等行业。目前較大的石灰石企業為塔牌、光大以及华润水泥。旅游业发展迅速。

## 旅游
龙门县旅游资源丰富，位于龙田镇热水锅村的龙门铁泉是著名的温泉胜地，境内还有南昆山国家森林公园，被称为“北回归线上的绿洲”，在永汉镇郊外开发了南昆山温泉大观园度假村，另外还有天堂山、龙岩古寺、白芒坑村红军纪念园等旅游景点。县城城郊分塔山森林公园（塔山公园）内有县标志性建筑物水西塔。

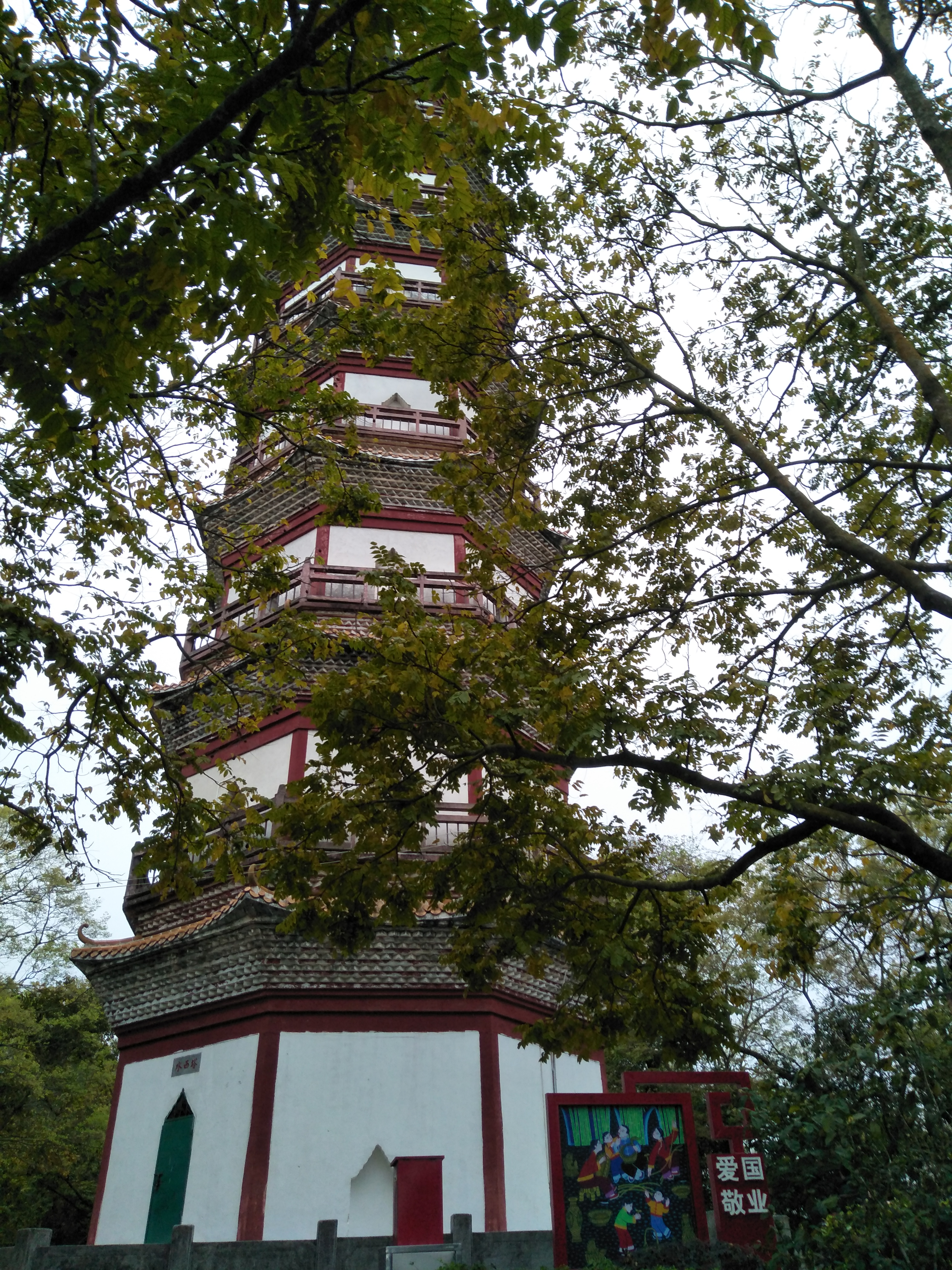
龍門縣城水西塔始建於明代，於“文化大革命”期間被毀。現存水西塔重建於1992年。

## 城镇建设
截至2017年末，龙门县常住人口32.68万人，其中城镇常住人口14.05万人，占常住人口比重（城镇化率）为43%。2017年城镇居民人均可支配收入21437.0元，城镇新增就业岗位2637个，共促成532名城镇失业人员实现就业，城镇登记失业率2.48%。建设用地9265公顷 、工矿用地7033公顷、交通用地951公顷。 

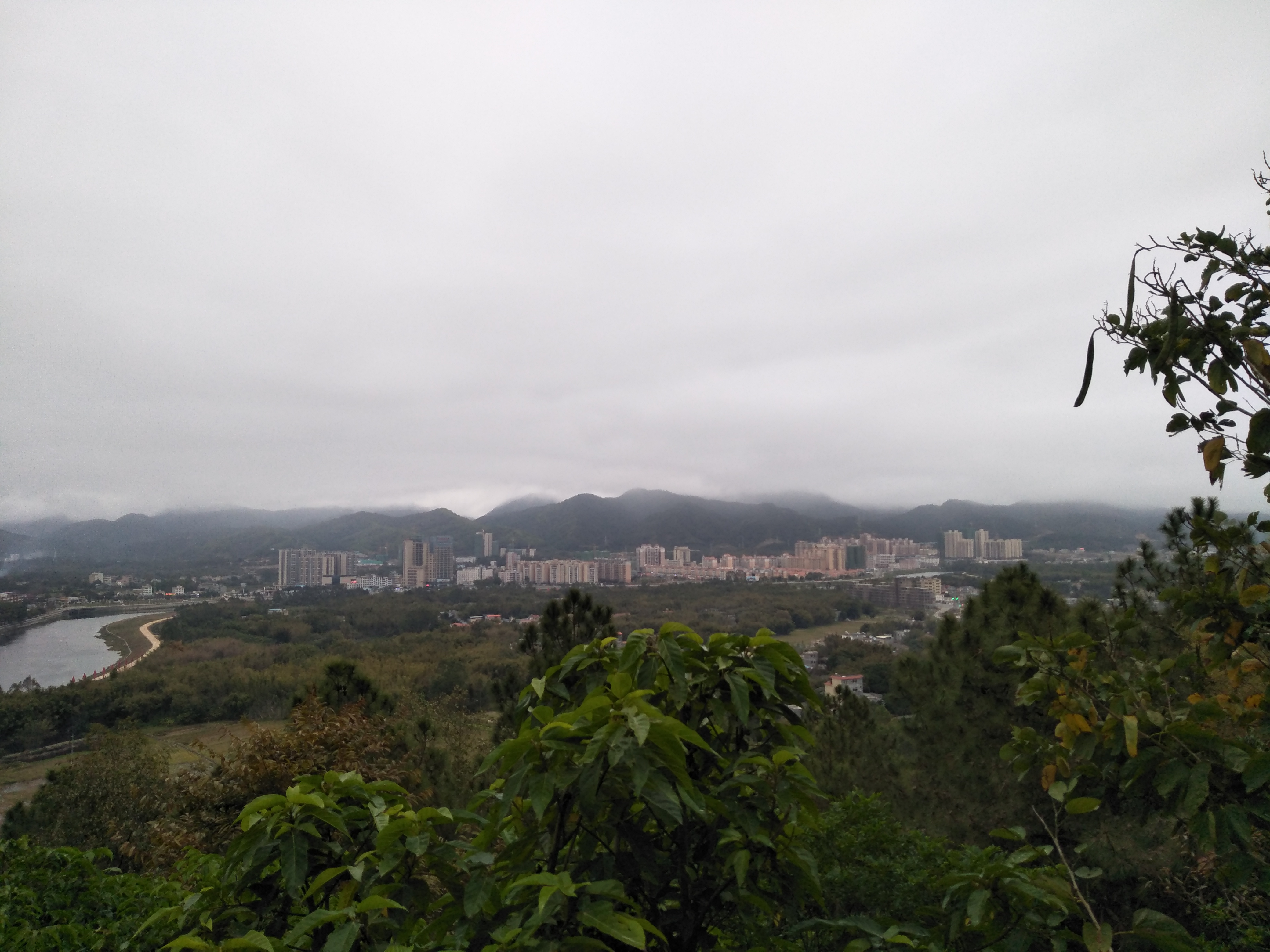
从水西塔俯瞰新城区

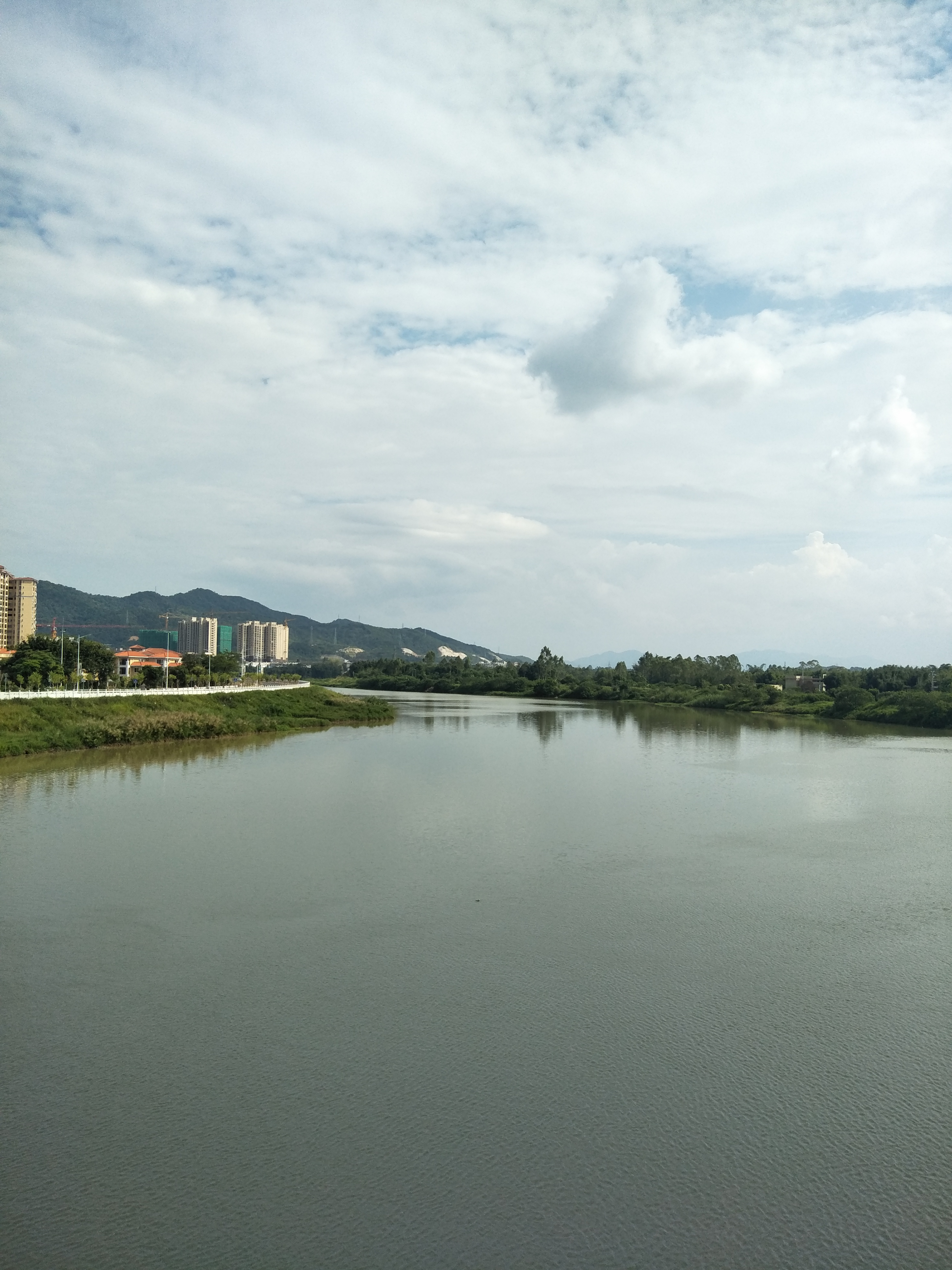
龙门新城滨江区域

## 水文地理
龙门县境内主要河流是增江，贯通县境南北。增江是东江的三大支流之一，在龙门境内俗称龙门河，在县城附近的河段称西林河，发源于新丰七星岭，流经新丰、从化、龙门、增城，在增城孙家埔注入东江。增江在龙门县境内集雨面积2126平方公里，河长128.6公里。县内集水面积100平方公里以上的支流有7条，其中6条是增江支流，分别是蓝田河、铁岗河、白沙河、葛埔水和永汉水，另一条是东江支流公庄水的上游，在龙门境内称平陵水。

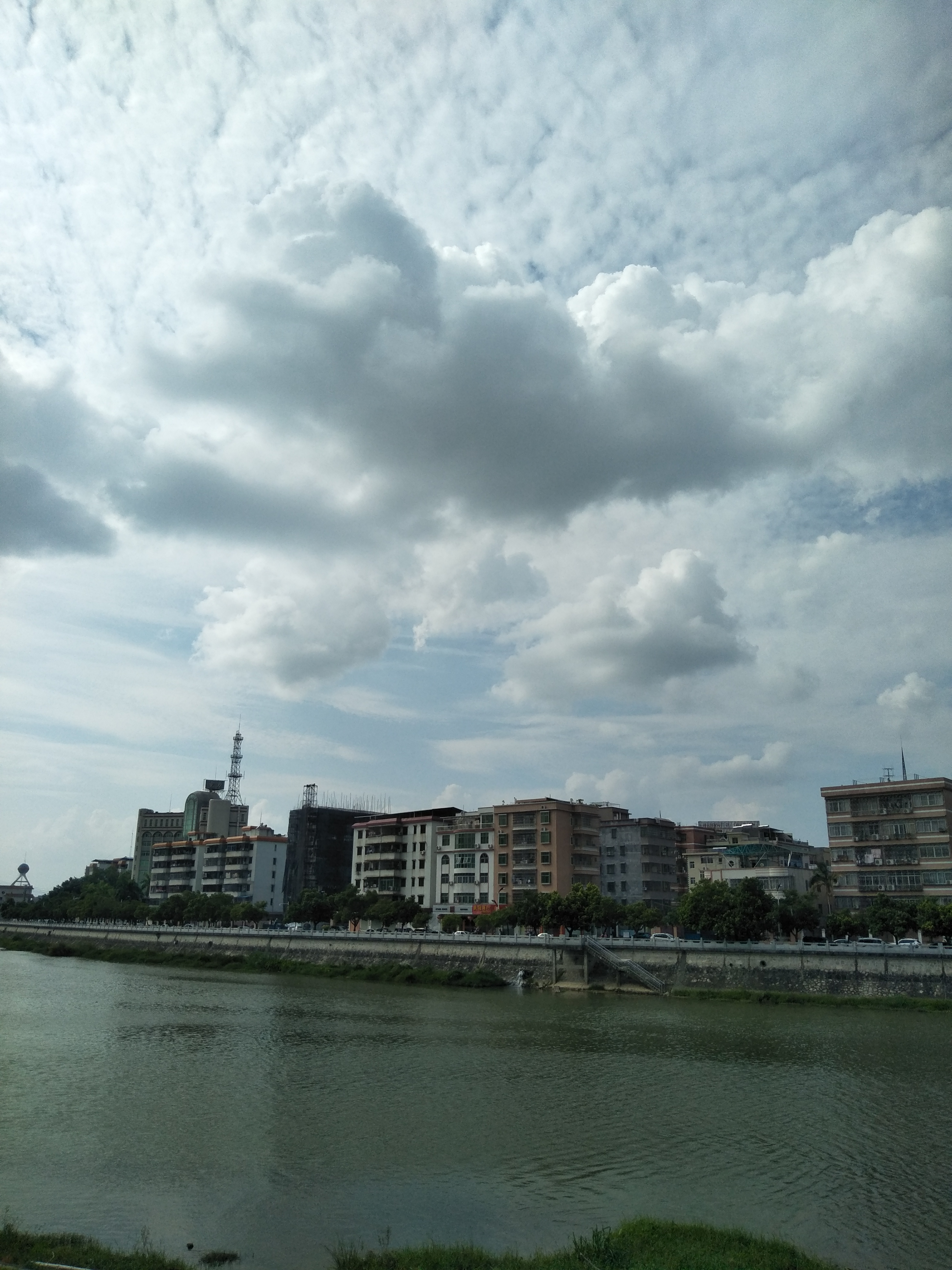
龙门县城与增江

2020年，中国南方發生水灾，龍門縣亦受災，在6月初降雨量达到926.4毫米。
东江支流——增江自东北向西南贯穿全县。地势自西北向东南倾斜，全县总面积2295平方千米，山地及丘陵占总面积的73%，平均海拔550米。

## 交通
- 广河高速
- 武深高速（曾用编号）
- 汕湛高速
- 韶惠高速
- 220国道（龙新公路北上接驳 105国道、金龙大道南下接驳 205国道）
- 355国道
- 119省道
- 353省道